# دينر أسونساو براز
دينر أسونساو براز (28 يونيو 1991 - 28 نوفمبر 2016) يعرف أكثر باسم دينر كان لاعب كرة قدم برازيلي وكان يلعب مدافع في نادي شابيكوينسي.

## وفاته
توفي دينر في يوم 28 نوفمبر عام 2016 عقب كارثة رحلة خطوط لاميا الجوية 2933.

## روابط خارجية
- دينر أسونساو براز على موقع قاعدة بيانات كرة القدم.إي يو (الإنجليزية)
- دينر أسونساو براز على موقع Soccerway.com (الإنجليزية)